# Bequia
A Ilha Bequia, é a segunda maior ilha do arquipélago caribenho das Granadinas, com área estimada de 18 km². Pertence politicamente a São Vicente e Granadinas, está aproximadamente a 15 km da capital deste país, tem uma população de cerca de 5000 habitantes, com densidade de 278 hab./km², sendo a sua capital Port Elizabeth. O seu ponto mais alto é o Mount Pleasant que se eleva aos 268 metros. 

## Geografia
A capital da ilha é Port Elizabeth. Outros núcleos de relevo são Paget Farm, Lower Bay, La Pompe, Hamilton, Mount Pleasant e Belmont. 
A população nativa é principalmente uma mistura de africanos, escoceses e indígenas caribes. A ilha é muito pequena, com 18 km². As áreas principais em população são Port Elizabeth e Paget Farm que acolhem o terminal do ferry e o aeroporto, respetivamente. 
A princesa Margaret, que tinha uma casa na vizinha ilha Mustique, visitou Bequia e há uma praia com o seu nome que recorda essa visita. A "Princess Margaret Beach" está próxima de Port Elizabeth, e dentro da baía do Almirantado. 
Bequia significa "ilha das nuvens" na antiga língua Arawak. O nome também foi 'Becouya'. 
Os outeiros da ilha são mais baixos que os picos de São Vicente, 16 km ao norte, pelo que não recebe muita chuva. 
O principal porto da baía do Almirantado, um grande porto natural, e a "cidade" de Port Elizabeth situam-se na sua costa oeste.